# Le situazioni di Lui & Lei
Le situazioni di Lui & Lei (彼氏彼女の事情?, Kareshi kanojo no jijō), spesso abbreviato in "Karekano" o "Kare Kano" (カレカノ?), è un manga shōjo scritto e disegnato da Masami Tsuda, pubblicato in Giappone sulla rivista LaLa di Hakusensha dal 22 dicembre 1995 al 10 maggio 2005. In Italia è stato pubblicato da Dynamic Italia dall'aprile 2002 al marzo 2006 sulla collana Romance.
L'opera è uno shōjo che tratta i temi classici del genere romantico: le vicende di un gruppo di adolescenti che affrontano l'amore, l'amicizia e le prime difficoltà della vita. Tuttavia, mentre la maggior parte dei manga per ragazze adolescenti, gli shōjo, tratta l'amore di coppia nella fase del corteggiamento precedente all'ufficializzazione del fidanzamento, Karekano si occupa principalmente della fase successiva a quest'ultimo. È forte anche il tema della "maschera", ovvero delle false personalità che si è costretti a indossare per aver successo nella vita o per rispettare le convenzioni sociali.
Tra l'ottobre 1998 e il marzo 1999 ne è stato realizzato un anime in 26 episodi dallo studio Gainax. Esso si differenzia in vari punti dal manga e lo studio ha preferito bloccare la narrazione in corrispondenza grosso modo del volume 7. In Italia l'anime, edito da Dynamic Italia, è stato messo in onda per la prima volta tra l'aprile e il dicembre 2002 da MTV nel contenitore Anime Night.

## Trama
(Maho Izawa a Yukino Miyazawa nel manga de Le situazioni di Lui & Lei)
Yukino Miyazawa è una studentessa del primo anno all'istituto superiore Hokuei della prefettura di Kanagawa, invidiata da tutti per la sua bellezza, il suo comportamento distinto e di buone maniere, ha sempre ottenuto risultati scolastici fuori dalla norma grazie al suo impegno e al suo notevole talento. Tuttavia, non è come sembra: infatti, dietro il comportamento pubblico impeccabile di Yukino si cela una ragazza viziata, pigra e testarda, con lo spasmodico desiderio di sentirsi sempre apprezzata, lodata e al centro dell'attenzione. La sua "maschera" viene, tuttavia, infranta quando incontra Soichiro Arima, un ragazzo altrettanto bello, intelligente e popolare, che scopre casualmente la vera personalità di Yukino e inizia a ricattarla, assegnandole ogni tipo di compito e faccenda scolastica al posto suo. Anch'egli, però, dietro il suo comportamento nasconde ciò che è realmente, animato dal profondo desiderio di non deludere i genitori adottivi, che lo hanno preso con loro sottraendolo a un'infanzia di violenze. Inizialmente come rivali, Arima dichiara il suo amore a Yukino e, nonostante lei lo respinga in un primo momento, il rapporto tra i due si fa sempre più stretto, prima come amici, poi come qualcosa di più. Consolidato il loro amore l'uno per l'altra, entrambi si ripromettono di abbandonare la maschera indossata e di farsi vedere per quello che sono.
Col progredire della serie, Yukino, rimasta sempre sola a causa della sua superiorità mostrata nei confronti degli altri, fa nuove amicizie, ovvero con Tsubaki Sakura, Rika Sena, Aya Sawada e, dopo varie discussioni, anche con Tsubasa Shibahime e Maho Izawa. Arima, allo stesso modo, può contare sull'amicizia di Hideaki Asaba, un ragazzo che ama fare la corte alle donne più di ogni altra cosa. Frequentare casa Miyazawa però riapre vecchie ferite in Arima, che si rende sempre più conto della differenza tra il rapporto affettuoso ma formale che ha con i suoi genitori adottivi e quello più genuino e sincero che lega Yukino alla sua famiglia.
Il ritorno di entrambi i suoi genitori nella sua vita, porta Arima a chiudersi in sé stesso e solo dopo i reiterati tentativi di riavvicinamento da parte di Yukino e i suoi amici riesce ad aprirsi. Alla fine della serie, viene mostrata la vita che conducono Yukino e Arima all'età di 30 anni, con tre figli, insieme a tutti gli altri amici, ognuno impegnato nel proprio lavoro.

## Personaggi
Yukino Miyazawa (宮沢 雪野?, Miyazawa Yukino)
Doppiata da: Atsuko Enomoto (ed. giapponese), Federica De Bortoli (ed. italiana)
È una ragazza dei primi anni delle superiori: intraprendente e arrivista, abituata a primeggiare riversando un costante impegno nello studio, Yukino scoprirà un nuovo avversario: Soichiro Arima. Nel corso della storia i due diventano amici e poi fidanzati. Grazie alla loro relazione Yukino capisce che da sempre ha portato una maschera di ipocrisia, e decide quindi, ormai stanca, di mostrare a tutti il suo vero carattere da maleducata ed esuberante, che le porta parecchi guai con le sue compagne di classe ma anche nuove amicizie. Ha due sorelle minori Tsukino e Kano. Il suo nome significa "campo innevato".
Soichiro Arima (有馬 総一郎?, Arima Sōichirō)
Doppiato da: Chihiro Suzuki (ed. giapponese), Marco Vivio (ed. italiana)
Abbandonato dai genitori quando era piccolo, è stato adottato dal fratello del padre, membro di una benestante famiglia di medici. Frequenta i primi anni delle superiori, dove primeggia nello studio, nello sport ed è apprezzato dai compagni e amato dalle ragazze. Quando a scuola incontra Yukino Miyazawa, diventa inizialmente suo rivale, poi suo amico e infine il suo fidanzato. Proprio con quest'ultima, Arima svela dietro l'algida maschera di studente modello una personalità più complessa ed infine passionale. La seconda parte del manga, quello che non è stato adattato in animazione, punta i riflettori proprio su Arima, sulla sua infanzia disgraziata e sul rapporto altamente conflittuale col padre geniale e con la madre assente.

## Manga
Il manga, composto da 101 capitoli chiamati ACT più alcuni extra, è stato pubblicato sulla rivista LaLa a partire dal febbraio 1996 all'aprile 2005 e successivamente è stato serializzato in 21 tankōbon per conto della Hakusensha, pubblicati tra il 10 giugno 1996 e il 5 agosto 2005. Una versione tascabile, composta in 10 volumi, è stata distribuita tra l'aprile e novembre 2011.
Nella maggior parte dei tankōbon è presente anche il cosiddetto Il diario di Tsuda, un breve capitolo dedicato all'autrice dell'opera. Inoltre in alcuni volumi sono contenuti come capitoli extra varie storie non collegate alla serie principale. Nel primo è contenuta Tigre e camaleonte - La promessa di una settimana, uscita già nel dicembre 1994, che narra le vicende della studentessa liceale Koharu Mizumoto, molto timida e con poca autostima. Quando il suo compagno di classe, Toshiro Sakajyo, rompe accidentalmente i suoi occhiali, ella è costretta a rimanere senza e ci vorrà una settimana per ripararli. Koharu deve, quindi, superare la sua timidezza. Nel quarto volume, invece, è contenuta Rivediamoci domani nel bosco, storia già pubblicata nell'agosto 1993 che racconta di una ragazza aliena che fa amicizia con un umano scappato dalla Terra e che si rifugia in una foresta. Nell'ottavo è presente la storia Il re scatenato, uscita in precedenza nel luglio 1994, in cui viene raccontato il radicale cambiamento nel comportamento del personaggio Kazune Wakui dal punto di vista di Komako Sakuraya, che lo conosce sin dall'infanzia.
In Italia è stato pubblicato da Dynamic Italia dall'aprile 2002 al marzo 2006 sulla collana Romance. Nel corso degli anni sono state pubblicate diverse ristampe, tra cui una nel 2017 ad opera, però, della Planet Manga. Nel volume 15 della prima edizione italiana è stato inserito il primo capitolo del manhwa coreano Pretty. È arrivato anche negli Stati Uniti da Tokyopop, in Francia da Editions Tonkam, in Germania da Carlsen Comics, in Spagna da Glènat España, in Portogallo da Planet Manga e in Messico da Grupo Editorial Vid.

## Anime

Copertina del DVD-BOX dell'edizione italiana, raffigurante i protagonisti Yukino e Arima

Adattato in una serie anime, esso si caratterizza per l'inconfondibile apporto del regista Hideaki Anno: il suo stile peculiare e decisamente sperimentale alterna alla classica animazione giapponese lunghe inquadrature fisse, inquadrature ravvicinatissime di particolari all'apparenza irrilevanti e un largo uso di scritte (il che necessita che siano rifatte nella lingua nella quale viene doppiato l'anime) e onomatopee, il tutto assemblato con un montaggio "delle attrazioni" che deve sicuramente molto a Ėjzenštejn e ai futuristi. Lo stile dei disegni varia molto secondo il momento narrativo: disegni normali, poi fermi immagine con colori pastello, giochi di chiaro-scuro, fumetti, inserimento di scene live-action, utilizzo dello stile super deformed e mille altre invenzioni grafiche. Questa enorme varietà di soluzioni tende a preferire l'immagine mentale che i personaggi hanno delle vicende rispetto alla loro oggettività. Anno ha però lasciato la regia della serie al diciottesimo episodio per contrasti con l'autrice, insoddisfatta del suo adattamento, e lo studio ha preferito bloccare la narrazione in corrispondenza grosso modo del volume 7. È stato mandato in onda nell'ottobre 1998 fino al marzo dell'anno successivo su TV Tokyo. Nel 1999, è stato raccolto in DVD, ripubblicato successivamente nel 2005 in sette dischi, ciascuno al cui interno contiene, escluso l'ultimo, anche una mini intervista ai doppiatori dei personaggi principali.
In Italia l'anime è edito da Dynamic Italia / Dynit, che ne ha curato la distribuzione su VHS (in 13 nastri editi tra il 2001 e il 2003) e DVD (originariamente in 9 dischi nel 2004, e in seguito in un box unico di 4 DVD nel 2010). È stato trasmesso in prima TV nel contenitore Anime Night da MTV dal 2 aprile al 31 dicembre 2002, con una pausa nel periodo estivo in cui sono stati replicati i primi 13 episodi. In seguito è stato riproposto su varie emittenti, ed è stato reso disponibile in streaming sulla web tv on demand Popcorn TV a partire dal 20 dicembre 2010 senza limiti di tempo, sulla piattaforma a pagamento per la visione tramite IPTV o internet TIMvision, su VVVVID e infine su Prime Video a partire dal 6 luglio 2020.
La particolarità dell'edizione italiana è il fatto che sono le doppiatrici italiane di Tsukino e Kano (Francesca Manicone e Domitilla D'Amico) dal vivo a leggere le anticipazioni di ogni episodio, mentre nelle altre edizioni estere vengono doppiate le doppiatrici originali giapponesi.
La sigla di apertura è Tenshi no yubikiri (天使のゆびきり? lett. "Lo yubikiri degli angeli"), di Mai Fukuda mentre quelle di chiusura sono Yume no naka e (夢の中へ? lett. "Dentro al sogno"), di Atsuko Enomoto (Yukino) e Chihiro Suzuki (Soichiro) (ep. 1-24; 26) e Kaze hiita yoru (風邪ひいた夜?), di Yuki Watanabe (Tsukino) e Maria Yamamoto (Kano) (ep. 25). In Italia sono state mantenute le sigle originali.

### CD

#### Colonna sonora
Diversi CD musicali sono stati pubblicati in Giappone dalla King Records. Il primo, Kareshi Kanojo no jijō ACT 1.0 (彼氏彼女の事情 ＡＣＴ１．０?), uscito il 23 dicembre 1998, contiene 24 tracce di sottofondo, inclusi gli spartiti di Shirō Sagisu e i testi delle canzoni scritti da Fumiya Fujii e Yōsui Inoue. Geneon ha pubblicato il disco negli Stati Uniti il 20 gennaio 2004. Il secondo, Kareshi Kanojo no jijō ACT 2.0 (彼氏彼女の事情 ＡＣＴ２．０?), contiene 25 tracce di sottofondo ed è stato pubblicato il 26 febbraio 1999 e, come il precedente, è uscito negli Stati Uniti il 1º novembre 2005; sono incluse in esso anche le sigle di apertura e di chiusura in versione breve e la canzone S.O.S, utilizzata nell'episodio 6 della serie, originariamente cantata dal duo Pink Lady e qui interpretata dalle doppiatrici di Tsukino e Kano, Yuki Watanabe e Maria Yamamoto. Un album di dodici character songs dei personaggi di Yukino, Tsukino e Kano dal titolo Setsu・Getsu・Ka è uscito il 26 marzo 1999. Il terzo, Kareshi Kanojo no jijō ACT 3.0 (彼氏彼女の事情 ＡＣＴ３．０?), contiene lo stesso 25 tracce di sottofondo, di cui alcune remixate, ed è stato pubblicato il 28 maggio 1999. I tre CD sono stati successivamente raccolti in un cofanetto insieme all'uscita del quarto, Kareshi Kanojo no jijō ACT 4.0 (彼氏彼女の事情 ＡＣＴ４．０?), contenente 22 tracce il 23 febbraio 2005. Un disco indipendente dai precedenti è stato prodotto nel 2004 dalla rivista in cui veniva serializzato il manga, LaLa, in cui l'autrice discute su quattro brani che avrebbero dovuto essere inseriti all'interno dell'anime, in particolare Kare to Kanojo no sonnet cantata da Tomoyo Harada, che ella considera un brano simbolo per l'opera. Sempre nel 2004, a dicembre, in occasione del ventesimo anniversario della Gainax, studio che ha realizzato l'anime, è stato ripubblicato un disco contenente quattro canzoni, tra cui la sigla di testa e di coda.

#### Drama-CD
Sono stati pubblicati due drama-CD sull'opera. Il primo, uscito nel 1999 e intitolato Kareshi Kanojo no jijō Act Zero (彼氏彼女の事情 アクト・ゼロ?), è basato sull'omonimo capitolo extra contenuto nel decimo volume del manga. I doppiatori rimangono gli stessi della serie anime e sono presenti, inoltre, delle bonus track, ovvero le suonerie a tema per la sveglia o per i messaggi sul cellulare. Il secondo, uscito nell'agosto 2005 e intitolato Kareshi Kanojo no jijō FINAL ACT (彼氏彼女の事情 ＦＩＮＡＬ ＡＣＴ?), racconta le vicende dei capitoli finali del manga, mai adattati in animazione.

## Citazioni di altre opere
Sparse nella serie animata compaiono numerose citazioni di altre opere, come consueto per le produzioni Gainax.
- Yukino ha un cane di nome Pero Pero, indicato sulla sua ciotola come Pero2. Questo è un chiaro riferimento al pinguino Pen Pen (Pen2) di Misato Katsuragi in Neon Genesis Evangelion.
- Nell'episodio 10, Tsubasa insegue Yukino, la quale assume le stesse pose di uno degli Angeli di Neon Genesis Evangelion (serie creata dalla stessa Gainax), accompagnata dai medesimi effetti sonori.
- Nell'episodio 11, le ragazze si recano al karaoke e cantano la sigla originale di Bem il mostro umano. Poi fanno uno scherzo a Tsubasa riguardo a una riproduzione di Totoro, la creazione di Hayao Miyazaki.
- Nell'episodio 23, Asaba e Yukino citano il film di Titanic e la cantante Céline Dion con la sua canzone My Heart Will Go On. Nello stesso episodio, il primo cita anche la canzone Romance della band giapponese PENICILLIN, la seconda la canzone Kabukichō no Joō di Ringo Shiina; vengono nominati anche i gruppi Yuzu e Kiroro e la cantante Miho Nakayama.
- Nell'episodio 25, le sorelle di Yukino, mentre vengono pedinate, cercano di effettuare la Fusione, tecnica utilizzata in Dragon Ball, l'opera di Akira Toriyama.

## Accoglienza
La serie fu generalmente accolta bene dalla critica. Il decimo volume fu tra i più venduti in Giappone a fine ottobre 2000. In The Anime Encyclopedia: A Guide to Japanese Animation Since 1917, Jonathan Clements e Helen McCarthy elogiarono l'adattamento animato per le tecniche innovative e l'uso di «surreali effetti 'da cartone'». THEM anime lo definì «probabilmente lo shōjo più disarmante, onesto e romantico mai realizzato». Alexander Harris di Anime News Network giudicò l'opera molto introspettiva e disse «Se amate entrare nella mente dei personaggi e cercare i pensieri più nascosti, quelli per tutto il tempo trattenuti e mai detti, allora questo fa per voi».
Liz Adler di CBR.com ha classificato Yukino Miyazawa come la settima protagonista più amata degli shōjo.